# Aeropuerto de Victoria (Honduras)
El Aeropuerto de Victoria es un aeropuerto que sirve a la ciudad de Victoria en el Departamento de Yoro en Honduras. El aeropuerto está en el lado suroeste de la ciudad.
En los lados norte y sureste del aeropuerto el terreno es montañoso. En los demás cuadrantes del aeropuerto el terreno tiene cuestas.
El VORTAC de Soto Cano (Ident: ESC) está ubicado a 65,2 kilómetros del sur-suroeste del aeropuerto.